# Lliga txadiana de futbol
La lliga txadiana de futbol (francès: Ligue Nationale de Football, o LINAFOOT) és la màxima competició futbolística del Txad.
El campionat nacional era disputat tradicionalment pels campions de les diverses lligues regionals. Diverses temporades el campionat nacional no es disputà i els campions regionals de Chari Baguirmi (amb la capital N'Djamena) eren considerats campions nacionals. A partir de la temporada 2014-15 es creà la lliga nacional (LINAFOOT). Aquesta primera temporada es disputà de febrer a agost, amb la participació de 12 equips.

## Equips participants temporada 2016
Els següents sis clubs van participar en la lliga el 2016:
- AS CotonTchad (N'Djamena)
- Elect-Sport FC (N'Djamena)
- Foullah Edifice FC (N'Djamena)
- Gazelle FC (N'Djamena)
- Renaissance FC (N'Djamena)
- Tourbillon FC (N'Djamena)

## Historial
Font:
- 1961-62:  Renaissance FC (1)
- 1962-64: Desconegut
- 1964-65:  Renaissance FC (2)
- 1965-66:  Renaissance FC (3)
- 1966-71: Desconegut
- 1971-72:  Yal Club (1)
- 1972-73:  Yal Club (2)
- 1973-78: Desconegut
- 1978-86: No es disputà
- 1986-87: Desconegut
- 1988:  Elect-Sport FC (1)
- 1989:  Renaissance FC (4)
- 1990:  Elect-Sport FC (2)
- 1991:  Tourbillon FC (1)
- 1992:  Elect-Sport FC (3)
- 1993:  Postel 2000 FC (1)
- 1994:  Renaissance FC Abéché (1)
- 1995:  Postel 2000 FC (2)
- 1996:  AS CotonTchad (1)
- 1997:  Tourbillon FC (2)
- 1998:  AS CotonTchad (2)
- 1999:  Renaissance FC Abéché (2)
- 2000:  Tourbillon FC (3)
- 2001:  Tourbillon FC (4)
- 2002:  Renaissance FC (5) [a][7]
- 2003:  Renaissance FC (6) [a]
- 2004:  Renaissance FC (7) [a]
- 2005:  Renaissance FC (8)
- 2006:  Renaissance FC (9)
- 2007:  Renaissance FC (10)
- 2008:  Elect-Sport FC (4)
- 2009:  Gazelle FC (1)
- 2010:  Tourbillon FC (5) [a]
- 2011:  Foullah Edifice FC (1) [a]
- 2012:  Gazelle FC (2) [a]
- 2013:  Foullah Edifice FC (2)
- 2014:  Foullah Edifice FC (3) [a]
- 2015:  Gazelle FC (3)
- 2016:  Tourbillon FC (5) [b][8]
- 2017: Campionat abandonat
- 2018:  Elect-Sport FC (5)
- 2019:  Elect-Sport FC (6)
- 2020:  Gazelle FC (4)
- 2021: No es disputà
- 2022:  Elect-Sport FC (7)
- 2023:  AS PSI (1) [c]